# Al fondo hay sitio
Al fondo hay sitio (letteralmente "In fondo c'è posto") è stata una serie televisiva peruviana trasmessa dal 2009 al 2016, creata da Efraín Aguilar. È incentrata sui problemi delle differenze sociali e status economici in Perù.
Ha riscontrato un notevole successo in Perù, venendo trasmessa anche in altri paesi del Sudamerica. L'ultimo episodio registrò un rating di oltre 40 punti, mentre negli anni passati la serie era arrivata a sfiorare punte del 60%.

## Personaggi e interpreti

### Famiglia Maldini
- Francesca Maldini di Paolo, interpretata da Yvonne Frayssinet: è la capofamiglia, madre di Isabella e Rafaella. Pur non lavorando più, rimane la proprietaria dell'impresa edile De las Casas. Ricca ed elegante, spesso cade spronata dalla perfida Isabella in azioni malvagie nei confronti dei Gonzales. È sposata con Don Bruno Picasso, ma il matrimonio è solo di facciata. I due sono separati in casa e conducono vite indipendenti.

- Don Bruno Picasso, interpretato da Luis Ángel Pinasco: marito di Francesca. Vive in casa Maldini ed è sempre presente alla colazione conviviale mattutina della famiglia. Famoso per la sua sedia a rotelle elettrica, in realtà non è paralitico; confida infatti al Dr. Cabrera che utilizza la sedia a rotelle solo "per conservare il suo status sociale". Bruno è famoso per essere attratto dalle giovani, alle quali offre regali e denaro per aver in cambio compagnia.

- Isabella Picasso Maldini, interpretata da Karina Calmet: figlia adottiva di Francesca e Don Bruno. Isabella è la madre di Nicolás e Fernanda avuti dal ex marito Miguel Ignacio de las Casas. Madre irresponsabile, pur essendo quarantenne continua a vivere come una teenager in compagnia della amica Susu. Vive per far shopping, essere sempre in forma e per mettere zizzania tra i vari personaggi. Odia i Gonzales, soprattutto Charo, soprannominata da lei "serpiente andina" (serpente andino, a causa delle sue origini andine) e la figlia di Charo Grace (moglie di suo figlio Nicolas) soprannominata "la culebrita andina" (il piccolo serpente delle ande).

- Rafaella Picasso Maldini, interpretata da Bárbara Cayo: figlia naturale di Francesca e Don Bruno. Anche lei come Isabella vive a las Lomas, nella grande casa Maldini. Rappresenta la parte saggia e democratica della famiglia. Vanta un master all'estero ed attualmente è sposata con un principe africano.

- Nicolás De las Casas Picasso, interpretato da Andrés Wiese: figlio di Isabella e Miguel Ignacio. Anche lui vive in casa Maldini, figlio prediletto da tutti. Educato e gentile, il suo stile è raffinato ed elegante. Nicolás, nonostante la giovane età, è vedovo e con una figlia di un anno da crescere. Da sottolineare il rapporto padre-figlio che Nicolás ha con il maggiordomo Peter invece che con il padre Miguel Ignacio. Nell'ultimo capitolo della sesta stagione lui e Grace soffrono un incidente quando si sono riconciliati per poi scoprire nei primi capitoli della settima stagione che in questo incidente Grace muore.

- Fernanda De las Casas Picasso, interpretata da Nataniel Sánchez: figlia di Isabella e Miguel Ignacio. Come il fratello Nicolás vive in casa Maldini a Las Lomas. Fernanda nonostante la giovane età aveva già un matrimonio alle spalle con il vicino Joel Gonzales. Stava cercando di riconquistare Joel. Fernanda è famosa per il suo carattere bisbetico, sono celebri i suoi litigi e scenate di gelosia. Bassa di statura è soprannominata "la enana cabezona" (nana testona) o "la hermana de Chucky" (la sorella di Chucky).

#### Personaggi complementari alla famiglia Maldini
- Peter Mackey, interpretato da Adolfo Chuiman: è il maggiordomo della famiglia Maldini. Lavora da anni a servizio della famiglia e conosce perfettamente tutti, nei pregi ma soprattutto nei difetti. Legato ai figli di Isabella, si comporta a volte come un vero padre, soprattutto con Nicolás con il quale ha un rapporto speciale. Peter nella sua gioventù ebbe un migliore amico, entrambi conobbero una donna di nome Socorro e se ne innamorarono. Il suo migliore amico riuscì a sposarsi con lei ma Peter una sera andò a letto con Socorro, e da questo amore nacque suo figlio, Manolo. Peter, qualche tempo dopo, se ne andò per via della vergogna e dei sensi di colpa che sentiva per aver tradito la fiducia dell'amico. Anni dopo Socorro arrivò a Las Lomas dando la scioccante notizia a Peter, cioè quella di aver avuto un figlio suo (Peter ne era totalmente all'oscuro).

- Hiro Moroboshi, interpretato da Paolo Goya: è il nuovo maggiordomo della famiglia Maldini. Di origini giapponesi, parla un castigliano molto spartano intramezzato a parole giapponesi. Ama fare il "ninja" muovendosi con salti da una parte all'altra della casa ed molto innamorato della "Monsefuana" Moserrat. Abile con le spade e specializzato in arti marziali, si è già imposto grazie alla sua forza con i vicini più esuberanti. Rispetto a Peter, non prende parte ai discorsi della famiglia ma indirettamente, con i suoi silenzi condiziona Francesca, un po' come se fosse la sua coscienza esterna. La sua presenza nella serie non durò molto.

- María de Monserrat Chafloque Nesiosup, interpretata da Melania Urbina: più semplicemente chiamata Monserrat è la figlioccia di Lucho Gonzales, nata a Monsefú. Lavora presso casa Maldini come aiutante di Hiro e tata della figlia di Grace e Nicolas. È una ragazza chiacchierona, ficcanaso e pettegola specializzata nel fraintendere le situazioni generando momenti estremamente divertenti.

- Miguel Ignacio "Nacho" De las Casas, interpretato da Sergio Galliani: ex marito di Isabella, è stato per diversi anni il direttore generale de la Constructora de las Casas. Dopo diversi flirt e amanti (tra le quali anche Reina Pachas) decide di lasciare il ruolo di direttore generale per intraprendere una nuova carriera con la nuova moglie Anita Miller aprendo una azienda edificatrice nuova di cui è socio, chiamata Miller House. Miguel Ignacio è l'egoismo fatto a persona. Classista, maschilista e donnaiolo è mal tollerato dai figli, odiato dalla famiglia Maldini e dalla famiglia Gonzales. Il suo periodo migliore fu quando si sposò con Gladys, che all'inizio era solo una domestica, con lei ebbe anche un figlio di nome "Otto" ma lei decise di andarsene dopo aver scoperto che Miguel Ignacio la tradiva. Dopo diversi anni lei decise di tornare ma rendendosi conto che erano molto diversi lei decise di andarsene, stavolta per sempre.

- Susana "Susú" Ferrand, interpretata da Daniela Sarfati: detta anche "pinky-friend". È l'amica del cuore di Isabella. Le due passano le giornate assieme, dedicandosi allo shopping, al joggin e a complottare cattiverie nei confronti dei propri nemici (Miguel Ignacio, Anita Miller e Charito). È stata sposata con Bruno Picasso, il padre di Isabella, nonostante la grande differenza di età.

- Lucia Fernanda "Lucifer" Delgado, interpretata da Mónica Torres: è la segretaria extralarge della Constructora de la Casas. Molto amica di Francesca (con la quale ha condiviso la prigione) ha avuto una relazione amorosa platonica mai corrisposta con Miguel Ignacio, nonostante questo amore lei è riuscita ad avere un flirt con Tito, il quale però riesce ad amarla solo quando è ubriaco.José Dammert: Eduard
- Camilo De la Borda, interpretata da José Dammert: Fratello di Emilia. Ex-fidanzato di Fernanda a chi ingannava con un'altra, lasciandola nella rovina della sua impresa edile: FerNico, è catturato dalla polizia, ma poi esce in libertà. Ángel Gaviria lo uscide dopo averlo aiutato.

### Famiglia Gonzales
- Donna Nelly Camacho, interpretata da Irma Maury: è la capofamiglia in casa Gonzales. Indiscussa padrona di casa è famosa per la sua bassa statura, per il suo carattere forte e per essere estremamente venale. È la madre di Lucho, Teresa e Pepe e vive al pian terreno della casa dei Gonzales; è morta a causa di un attacco cardiaco per aver vinto la lotteria (nel telefilm).

- Gilberto Collazos, interpretato da Gustavo Bueno: è il padre di Teresa. Sposato con Donna Nelly, veste sempre con camicia bianca, pantaloni, giacca nera, bretelle ed un vistoso cappello sempre nero. Parla un castigliano "andino" e vive in casa Gonzales. Molto buono di carattere è succube dalla moglie. Si occupa del piccolo negozio di alimentari presente sempre al pian terreno di casa Gonzales. Molto amico di Peter, il maggiordomo di casa Maldini.

- Luis "Lucho" Gonzales Camacho, interpretato da Bruno Odar: è i figlio maggiore di Donna Nelly. Attualmente sposato con Reina Pachas è il tipico esempio di uomo sottomesso dalla moglie. Vive al primo piano di casa Gonzales, in un piccolo appartamento senza bagno con la moglie e i due figli di seconde nozze. Lucho infatti nel passato era sposato con Charo, dalla quale ha avuto tre figli (Joel, Grace e Jaimito). Parallelamente però, grazie ai suoi lunghi viaggi di lavoro si costruì una seconda famiglia a Ica con Reina (Regina), la quale, esasperata del ruolo di seconda, decise di trasferirsi a Lima e lì stabilirsi con i figli in casa Gonzales. Lucho è famoso per essere apostrofato da Reina come "avestrúz" (struzzo), "basura" (pattumiera) e "mediocre". Il povero Lucho ha un rapporto conflittuale con la suocera, la signora Emperatriz (Imperatrice) la quale lo apostrofa e sottomette fino a picchiarlo col bastone. Durante gli ultimi episodio della serie TV, si scopre che "Lucho" costruì anche una terza famiglia, la cui nuova compagna è anche peggio di Reina.

- Reina Pachas, interpretata da Tatiana Astengo: è la seconda moglie di Lucho. Famosa per il suo carattere forte e autoritario, sono celebri i suoi soprannomi offensivi nei confronti di tutta la famiglia. Reina infatti, critica tutti, a partire da Charo chiamata "fingidaza" (falsa, finta), Lucho detto "avestrúz" (struzzo), Joel (Gioele) chiamato "sin cuello" (senza collo), Kevin detto "cuerpo de quion" (a forma di zenzero, sproporzionato), Monserrat chiamata "Monserrata" o "cara de puñete" (faccia di pugno) e "cabeza de waipe" (testa di stracci). Reina è lo stereotipo della donna proveniente da una famiglia povera che vorrebbe grazie al marito avere tutto dalla vita. Il problema è, che Lucho fatica ad arrivare a fine mese avendo da mantenere anche i suoi figli del precedente matrimonio. Celebre l'episodio dove Reina vuole andare a tutti i costi a Disney World per far morire d'invidia tutti i Gonzales, ma alla fine per mancanza di risorse economiche sono costretti a soggiornare in un hotel di terza categoria a Lima o il viaggio a Cuzco in autostop.

- Juan "Jhonny" Gonzales Pachas, interpretato da Joaquín Escobar: è il figlio minore di Lucho e Reina. Studente universitario modello vive con i genitori al primo piano di casa Gonzales in una stanza delimitata solo da una tenda, dormendo in un letto minuscolo. Vuole molto bene al padre ma teme la Madre, la sorella maggiore Shirley e la nonna Emperatriz.

- Shirley Gonzáles Pachas, interpretata da Areliz Benel: è la figlia maggiore di Lucho e Reina. Di bella presenza, lavora come hostess in un aeroporto posto dove incontra il suo futuro marito Patrick. Soprannominata, "cabeza de fosforo" (letteralmente, testa di lampadina) dal fratellastro maggiore Joel, nella quinta stagione diventa l'obbiettivo d'amore di Kevin, detto Pollo Gordo (Pollo ciccione). Shirley cresciuta dalla madre ovviamente ha come obbiettivo sposarsi con un ragazzo ricco, meglio se è "gringo" (biondo, straniero). Per questo motivo, inizia un flirt con Patrick, un pilota di aerei, ma non solo per via dei soldi infatti Shirley finisce per innamorarsi davvero di lui ma per le pressioni della madre costruisce una relazione fondata su delle bugie e come si sa le bugie hanno le gambe corte. Nonostante tutto Patrick riesce a perdonarla e decidono di sposarsi, ma il giorno prima soffre di un incidente aereo con il suo amico co-pilota Richard (nonché promesso sposo di Teresita e padre del loro figlio).

- Teresa "Teresita" Collazos Camacho, interpretata da Magdyel Ugaz: detta "Tere", è la figlia più piccola di seconde nozze di Donna Nelly. Tere vive in casa Gonzales, dividendo la stanza con Grace. Nonostante non più giovanissima, non lavora e vive nell'illusione di una storia d'amore che puntualmente non arriva. Nelle serie precedenti, Teresa ha avuto un flirt segreto con Tito, amico del fratello maggiore Pepe. La relazione era basata sul "tango proibito", una visione metaforica del loro rapporto proibito in quanto non autorizzato dalla famiglia. Teresa è famosa anche per i suoi vestiti stravaganti e colorati e per la "Tere Cumbia" (un ballo diventato famoso in tutto il Perù). Nelle ultime stagioni lei incontra un pilota di nome Richard con cui ha un figlio fuori dal matrimonio, per pressione del padre di lei con idee molto conservatrici, lei e lui decisero di sposarsi. Richards però ebbe un incidente aereo con Patrick

- Rosario "Charito" Flores, interpretata da Mónica Sánchez: è la prima moglie di Lucio e vive al primo piano di casa Gonzales. "Charito" è colei che si occupa della casa, un vero angelo del focolare. Cucina, pulisce, lava e si occupa di tutti. Molto cattolica, in caso di imprevisto si fa sempre il segno della croce. Charo è la mamma di Grace, Joel e di Jaimito. È stata sposata con Raul, detto Platanazo (Bananone) e ha avuto un flirt con il Dott. Carlos Cabrera (il suo primo amore in Huamanga; il quale, innamorato l'avrebbe voluta come sposa). La particolarità di Charo è che per eccitarsi basta sentire parlare di elettrodomestici.

- Joel Gonzales Flores, interpretato da Erick Elera: è il figlio maggiore di Lucho e Charito. Joel è un fannullone, con la velleità di fare il cantante (ma senza successo e talento). Il padre disperato, gli regalerà un mototaxi (tipico motoveicolo a tre ruote utilizzato come taxi nei quartieri più poveri limeñi, chiamato anche taxicholo) nella speranza di dare al figlio un mestiere con il quale sbarcare lunario. Joel è il latin lover de "las Lomas", avendo conquistato la ricca Fernanda (sposandola), successivamente Andrea ed infine la bella monsefuana Monserrat. Joel rappresenta insieme a Tito e a Pepe la parte maschile "de barrio", ovvero popolare di Lima. Usa un linguaggio gergale a volte difficili da interpretare inventandosi spesso parole.

- José "Pepe" Visitacion Gonzales Camacho, interpretato da David Almandoz: è il fratello minore di Lucho. Pepe era l'abitante originale di casa Gonzales a Lima, in quanto la famiglia originariamente viveva per intero a Huamanga. Lucho con l'amico Tito hanno un vecchio autobus ammaccato con il quale lavorano saltuariamente; I due infatti sono più propensi a bere birra che a lavorare. Pepe è stato fidanzato per diverso tempo con Rafaella e per un periodo è stato molto ricco.

- Alberto "Tito" Lara Smith, interpretato da László Kovács: è l'amico fraterno di Pepe. Tito vive al secondo piano della casa Gonzales in una stanza prefabbricata con Pepe, dormendo in un'amaca. Tito è famoso per essere vestir sempre pantaloni corti e canottiera e per non aver voglia di lavorare. Dopo la relazione segreta con Teresa, Tito ha cominciato un flirt con la segretaria de la Constuctura de las Casas, Lucifer (Lucifero).

- Jaime "Jaimito" Gonzales Flores, interpretato da Aarón Picasso e Andrés Messia: è il figlio minore di Lucho e Charito. È il meno presente della famiglia e viene inquadrato raramente.

- Grace Gonzales Flores, interpretata da Mayra Couto: è la figlia di Lucho e Charito. È sposata con Nicolás De las Casas ed attualmente mamma di Nelly Francesca. È la figlia prediletta di Charo; le due solevano sedersi sulla panchetta in corridoio e chiacchierare raccontandosi tutti i loro problemi (normalmente d'amore). Nell'ultimo capitolo della sesta stagione lei e Nicolás stavano per andare a Nazca però purtroppo sono investiti da un furgone e soffrono un incidente, non si sa se sarà viva nella prossima stagione.

- Socorro García, interpretato da Regina Alcóver: è la vecchia fiamma di Rodolfo "Peter", con il quale lei ha avuto un figlio che gliel'ha nascosto per anni dicendo che era del suo migliore amico (ex marito, defunto). Ha cominciato a vivere da poco nella casa Gonzales con suo figlio. Ma dopo visto che Peter era sempre al servizio della sua Madame, se n'è andata via da Las Lomas.

- Manolo, interpretato da César Ritter: è il figlio nascosto di Peter e Socorro. Ha avuto dei flirt con Monserrat e Teresa.

### Altri personaggi del quartiere di Las Lomas
- Félix Panduro , interpretato da Carlos Solano: "Il Juélix" è la guardia de Las Lomas, lui guarda e sente tutto, ha avuto anche lui dei flirt con Teresa. Lui era l'ex compagno della Gladys e anche il motivo per cui la Gladys era arrivata a Las Lomas. Nonostante i continui da parte di Teresa in ambito amoroso, lui continua e ha la speranza di ritornare con lei.

- Padre Manuel, interpretato da Fernando Bakovic: è il prete della chiesa de Las Lomas.